# 사랑의 전술 2
사랑의 전술 2(TAşk Taktikleri 2)는 튀르키예에서 제작된  레자이 카라괴즈 감독의 2023년 코미디 로맨스 영화이다. 데메트 외즈데미르 등이 주연으로 출연하였다.

## 출연

### 주연
- 데메트 외즈데미르 - 아술르 역
- 수크루 오지일디즈 - 케렘 역
- 아타칸 첼리크 - 투나 역